# Gorița, Burgas
Gorița (în bulgară Горица) este un sat în comuna Pomorie, regiunea Burgas,  Bulgaria. 

## Demografie
Componența etnică a satului Gorița
     Turci (4,97%)
     Bulgari (54,86%)
     Nicio identificare (40,16%)
     Altele (0%)
La recensământul din 2011, populația satului Gorița era de 864 locuitori. Din punct de vedere etnic, majoritatea locuitorilor (54,86%) erau bulgari, cu o minoritate de turci (4,97%). Pentru 40,16% din locuitori nu este cunoscută apartenența etnică.